# PS Je t'aime
Singles de Christophe Willem
Restart
(2018) J'tomberai pas
(2022)
Pistes de Panorama
J'avance
PS : Je t'aime est une chanson du chanteur français Christophe Willem. Elle est sortie en 2022 et était le premier extrait de son album Panorama.

## Production
Le chanteur Slimane a écrit les paroles de la chanson, qui a été composée par ses collaborateurs réguliers, les frères Meïr et Yaacov Salah.
La rencontre entre Willem et Slimane se déroule lors des enregistrements pour Les Enfoirés. Christophe Willem confie à Slimane qu'après le succès mitigé de son album Rio, sorti en 2017, il se sent désorienté quant à sa carrière de chanteur et qu'il doute même de vouloir continuer dans cette voie, envisageant sérieusement une reconversion professionnelle. Slimane le pousse à persévérer et suggère de collaborer sur une chanson,,.
Rapidement écrite, cette chanson devient le catalyseur pour le reste de l'album. Auparavant, Willem envisageait plutôt un album soul en anglais. Il relate plus tard que le fait que Slimane ait écrit un texte si direct a eu un impact sur les autres paroliers de l'album, auxquels Christophe Willem a également demandé d'écrire des textes très directs et personnels.
Christophe Willem définit le message de la chanson comme suit : « [O]n ne peut pas éternellement s'accrocher à ce qui n'est plus. Ça ne sert à rien d'essayer de recréer un succès passé. Il faut être porté sur l'avenir dans la vie générale ». Dans un entretien au magazine Gala il explique que la chanson a trois lectures:

« Le titre est adressé au public, un côté "pourquoi tu m'as zappé, tu es passé à autre chose ?", puisque mon dernier projet, Rio, sorti en 2017 n'a pas rencontré son public justement. Il y a la lecture d'une histoire d'amour. Et la dernière lecture, c'est sur l'amour propre. Dans le sens où je sais et je sens que j'ai changé et je dois laisser la personne d'avant pour aller de l'avant, dans le futur. »

PS : Je t'aime s'impose comme premier single de l'album Panorama et a été suivi par J'tomberai pas comme deuxième extrait.

## Distribution et promotion
Christophe Willem présente le titre pour la première fois le 5 avril 2022, lors de la demi-finale de la saison 10 de l'émission The Voice Belgique.
Le 6 avril 2022, un clip est mis en ligne. Il est réalisé par le duo de photographes Pierre & Florent et produit par Transfuges. Dans cette vidéo, l'actrice Sylvie Laguna reprend son rôle de psychologue, qu'elle avait déjà incarné en 2007 dans le clip Double je de Christophe Willem. Au début du clip de PS : Je t'aime, Christophe Willem confie à la psychologue qu'il envisage d'arrêter les séances. Ensuite, il se lève et se promène à travers le studio de tournage, passant devant différents décors. Il interprète la chanson devant d'anciens téléviseurs montrant des vieilles images du chanteur, assis à une table avec des micros comme lors d'une conférence de presse, lors d'une fête devant le décor d'un salon identique à celui de la couverture de l'album Panorama, devant une fenêtre tenant un morceau de gâteau et lors d'un repas familial. La scène finale montre le chanteur répondant à un texto demandant « On se retrouve quand? » par « J'arrive. Ps je t'aime », tandis que la psychologue soupire. Les personnes assis à table sont la vraie famille du chanteur, à savoir ses parents, sa sœur, son beau-frère, sa nièce et son neveux.
Selon Christophe Willem, le clip « raconte vraiment tout le cheminement qu'il y a eu, tout en restant léger. Il fallait se lever et écrire la suite de l'histoire plutôt qu'essayer de la refaire ».
La chanson a également eu un certain succès sur l'application TikTok, où elle a été utilisée dans les vidéos de nombreux utilisateurs.

## Accueil critique et commercial
Arnold Derek de France Bleu décrit la chanson comme « carte postale aux airs disco qui saisit la profondeur des mots, par-delà les pudeurs ancrées » et comme « salutation qui tient autant de l'invitation à danser que du sentiment à décacheter, à l'adresse indiquée ». Benjamin Pierret et Philippe Dufreigne de BFM TV parlent d'une ballade dansante et électro « qui est en apparence léger de par sa mélodie entrainante et sa thématique autour de l'amour [mais qui] est en réalité un moyen pour Christophe Willem de faire le bilan sur sa carrière ».
En Belgique francophone, le titre se classe pendant 19 semaines dans le classement Ultratop 50. Il fait son entrée le 23 avril 2022 à la 43e position, avant d'atteindre la 8e place en juin. Au total, PS : Je t'aime passe 4 semaines dans le top 10 et 11 semaines dans le top 20 En France, la chanson entre le classement pour la première fois à la 197e position la semaine du 23 juillet, avant de disparâitre et de réintégrer le classement un mois plus tard. Entre début aout et fin décembre 2022, PS : Je t'aime restera classé pendant 21 semaines sans jamais intégrer le top 100 français.
La chanson est certifiée disque d'or en Belgique,, ainsi que disque de platine en France pour 30 000 000 équivalents streams,.

## Classement et certifications
| Pays                 | Charts      | Meilleure position |
| -------------------- | ----------- | ------------------ |
| Belgique francophone | Ultratop 50 | 8                  |
| France               | Top 50      | 102                |

| Pays                        | Charts      | Meilleure position |
| --------------------------- | ----------- | ------------------ |
| Belgique francophone (2020) | Ultratop 50 | 43                 |

### Certifications
| Pays      | Certification | Date             | Ventes                         |
| --------- | ------------- | ---------------- | ------------------------------ |
| Belgique, | Or            | ?                | ?                              |
| France,   | Platine       | 1er février 2024 | 30 000 000 équivalents streams |